# ۵۹۸ (میلادی)
۵۹۸ (میلادی) پانصد و نود و هشتمین سال تقویم میلادی است.

## درگذشتگان
‎